# The Last Castle
The Last Castle (en España, La última fortaleza; en Hispanoamérica, El último castillo) es una película estadounidense dirigida por Rod Lurie y protagonizada por Robert Redford, James Gandolfini y Mark Ruffalo. Alcanzó una pobre recaudación de 28 millones de dólares ante los 72 millones que tenían de presupuesto. La película consiguió el 54% de los votos en el Rotten Tomatoes. El cartel original de la película, que mostraba una bandera estadounidense izada al revés, fue cancelado debido a que atentaba contra la sensibilidad pública, el 11 de septiembre de 2001, semanas más tarde la película sería estrenada.

## Argumento
El teniente general Eugene Irwin es sentenciado en una corte marcial a cumplir varios años de cárcel en una prisión militar. El director de la cárcel, el coronel Winter, quien había admirado a Irwin antes de su convicción, dirige la prisión con puño de hierro, tácticas cuestionables y con crueldad.
A esta cárcel eran destinados soldados que hubieran cometido delitos mientras vestían el uniforme militar de los Estados Unidos. Irwin fue sentenciado debido a que ignoró una orden presidencial y envió tropas a una misión que acabó con la muerte de varios de los soldados bajo su mando. Hasta este punto, Winter explica a Irwin su tratamiento de los prisioneros diciéndole  el tipo de gente que está ahí, y le pide que se tranquilice ya que ellos no son soldados sino criminales.
Pese a que al principio rechaza a los reclusos que tratan de explicarle las malas condiciones que hay en la cárcel, Irwin comienza a trabajar para alcanzar la paz en la prisión y una vida digna para los presos durante su confinamiento. Irwin es castigado severamente después de haber sido visto intentando enseñar a un prisionero cómo saludar, ya que saludar está prohibido. Después de esto, Irwin intenta unificar a los prisioneros con la construcción de la "pared del castillo" de piedra y mortero (un proyecto que le es asignado por Winter) igual que el diseño de un castillo medieval.
Cuando consigue ganarse el respeto y la camaradería de los internos y recupera el sentido del honor de los hombres, un enfadado Winter ordena a sus guardas destruir la pared con un bulldozer. Es entonces cuando el antiguo marine Ramón Aguilar, que había ayudado a supervisar la construcción del muro, se interpone entre el bulldozer y el muro, en una escena similar al protestante anónimo de la plaza de Tiananmen (que se hizo famoso por encararse a un tanque). La valentía de Aguilar es castigada por Winter, que ordena a un francotirador que le dispare a Aguilar a la cabeza con una pistola de bolas de goma, lo que le produce la muerte instantánea. El muro es destruido y sólo quedan ruinas. Irwin y sus prisioneros rinden respetos a Aguilar en formación, cantando el himno de los marines.
Concentrándose en los hombres, Irwin organiza una falsa trama de captura del general Wheeler (el superior del director Winter, que visitaría la cárcel para realizar una inspección). En ese momento, Winter saca todo el arsenal, pero los presos no hacen nada y Wheeler reprende a Winter por creer que esto sucedería.
Irwin organiza el robo de la bandera de la prisión, y mientras Winter envía a todos los guardias a desalojar y requisar las celdas, los prisioneros logran llevar a cabo un motín que incluye el uso de armas improvisadas y tácticas similares a las de una unidad militar, consiguiendo capturar un vehículo armado con un cañón de agua y un helicóptero Bell UH-1.
Winter recupera el control de la cárcel apostando a todos sus hombres en la parte alta de la cárcel con munición real. Él sabe que Irwin quiere izar la bandera al revés, lo que es señal de que el fuerte ha sido tomado. Winter ordena a sus hombres disparar a Irwin que comienza a elevar la bandera en el mástil. Ellos se niegan. El coronel procede a disparar a Irwin por la espalda y debido a esto es arrestado. En ese momento Winter y los prisioneros observan como Irwin ha izado la bandera de los Estados Unidos de forma correcta, lo que hace que todos los prisioneros se queden mirando y hagan el saludo militar hacia ella.
Esta película guarda cierto parecido con La colina, una película de 1965 protagonizada por Sean Connery y Harry Andrews, sobre una prisión militar en el norte de África en la Segunda Guerra Mundial. El personaje de Connery lucha contra los policías y la ética disciplinaria de la cárcel, dirigida por Andrews. Connery se gana el respeto de sus compañeros de celda. Además en la película aparece una colina construida por los prisioneros que es destruida y los fuerzan a volver a construirla por incumplir las normas de la cárcel.

## Reparto
- Robert Redford - General Eugene R. Irwin
- James Gandolfini - Coronel Winter
- Mark Ruffalo - Capitán Yates
- Steve Burton - Capitán Peretz
- Delroy Lindo - General de brigada James Wheeler
- Paul Calderon - Sargento May. Dellwo
- Jeremy Childs - Cutbush
- Clifton Collins Jr. - Cabo Ramón Aguilar
- George W. Scott - Thumper
- Brian Goodman - Beaupre
- Michael Irby - Enriquez
- Frank Military - Dr. Lee Bernard
- Robin Wright Penn - Rosalie Irwin

## Producción
La película se rodó completamente en la antigua prisión del estado de Tennessee en el condado de Davidson.